# 大野萌
大野萌（日语：／ Ōno Megumu，1998年5月25日—2019年7月18日），日本女性动画师，京都动画所属。是京都动画纵火案的罹难者之一。

## 参与作品
- 《剧场版 吹响吧！上低音号 ~誓言的终章~》（2019年4月19日）：补间动画
- 《剧场版 Free！-Road to the World-梦》（2019年7月5日）：补间动画
- 《紫罗兰永恒花园 外传 - 永远与自动手记人偶》（2019年9月6日）：补间动画[3]